# Castel Lueghi
Castel Lueschi (in sloveno grad Predjama, in tedesco Höhlenburg Lueg) è un castello della Slovenia, la cui costruzione iniziò nel XII secolo.

Nel periodo tra le due guerre mondiali, la località omonima nel quale è situato si trovava in territorio italiano inquadrato nella provincia di Trieste, nel comune di Bucuie, che attualmente dipende dalla città di Postumia (Carniola Interna-Carso), dalla quale il castello dista circa 9 chilometri.

## Storia e descrizione
Il maniero, considerato inespugnabile essendo situato al riparo di una grotta carsica su una parete di roccia alta 123 metri, era il rifugio del cavaliere Erasmo di Lueg, noto come il "Robin Hood sloveno". All'interno dell'edificio (aperto al pubblico), si possono vedere la zona abitativa, la cappella, le prigioni, alcune ricostruzioni d'epoca, mobilio e opere d'arte, con anche una pietà del 1420.
L'aspetto attuale del castello è dovuto alle edificazioni effettuate dai Dasburgo e dai Kobenzl successivamente al periodo di Erasmo.
L'edificio, incastonato al fianco della montagna, dà accesso a una cavità con un'apertura panoramica sui dintorni.
Il castello nasconde l'ingresso a un vasto sistema di grotte carsiche, che si snoda nel sottosuolo su più livelli, al cui interno si trova anche il rifugio di Erasmo.
Ogni mese di luglio si tiene una manifestazione denominata La giostra di Erasmo, in cui si svolgono vari tornei e dove gli abitanti del villaggio si travestono con abiti medievali.

### Erasmo di Lueg
Erasmus Lueger (Erasmo di Lueg, o anche Luegher), un signorotto del luogo, avuta l'investitura baronale nel 1478 dall'imperatore Federico III d'Asburgo, si rifugiava nel castello di Predjama (Castel Lueghi) dopo le sue scorrerie (all'inizio non note al sovrano) attraverso la strada che collegava Trieste e Vienna, passando per Lubiana e Graz.
Il suggestivo maniero, imprendibile e costruito sopra una grotta nel monte, aveva la particolarità di possedere un cunicolo che lo collegava con il fiume Vipacco, dall'altra parte dell'altura. Il cunicolo venne astutamente utilizzato dal Lueger per i suoi rifornimenti quando la rocca fu sotto assedio per mesi da parte delle truppe imperiali, che avevano l'ordine di bloccarlo per le sue attività ladresche.
Secondo una leggenda popolare di quelle ma infondata, solo tramite il tradimento di un suo servitore, che indicò l’esatto momento in cui il Lueger si ritirò nel suo personale bagno del castello, le truppe avverse riuscirono, con una grandinata di palle di pietra provenienti dalla vallata, a sfondare le più fragili pareti della stanza, mettendo fine alla vita di Erasmo.
Vicino all'attuale autostrada per Lubiana, oltre la gola dove il Lueger metteva in atto le sue scorrerie, c'è un cavalcavia che si chiama eloquentemente Ravbarkomanda (dal tedesco Rauberkommando), ossia banda dei ladroni (nel periodo italiano noto come "Casa dei Banditi").